# 奧尼先基夫
50°30′45″N 32°21′26″E / 50.51250°N 32.35722°E
奧尼先基夫（烏克蘭語：Онищенків），是烏克蘭的村落，位於該國北部切爾尼戈夫州，由普里盧基區負責管轄，始建於1800年，面積1.07平方公里，海拔高度128米，2001年人口178，人口密度每平方公里166.8人。